# USS Shirk (DD-318)
Za druga plovila z istim imenom glejte USS Shirk.
USS Shirk (DD-318) je bil rušilec razreda Clemson v sestavi Vojne mornarice Združenih držav Amerike.
Rušilec je bil poimenovan po pomorskem častniku Jamesu W. Shirku.

## Zgodovina
8. februarja 1930 je bil rušilec izvzet iz aktivne sestave, bil 22. julija istega leta izbrisan iz seznama plovil Vojne mornarice ZDA in nato prodan kot staro železo 27. januarja 1931.